# NGC 3362
NGC 3362 (również PGC 32078 lub UGC 5857) – galaktyka spiralna (Sc), znajdująca się w gwiazdozbiorze Lwa. Odkrył ją Albert Marth 22 marca 1865 roku. Należy do galaktyk Seyferta typu 2.
W galaktyce tej zaobserwowano supernowe SN 2001Y i SN 2010ct.